# Jason Moran

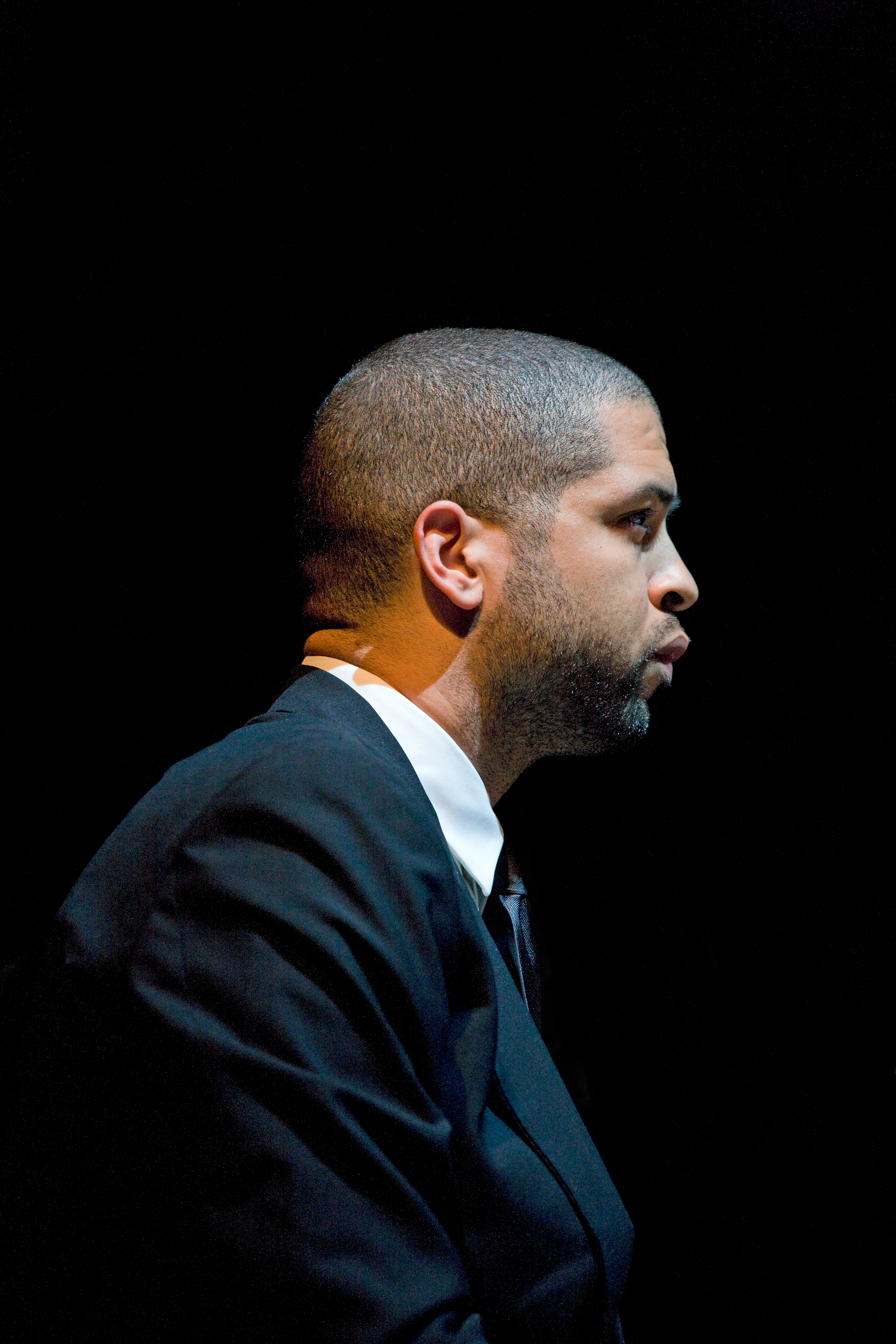
Jason Moran, Moers Festival, 10. Mai 2008

Jason Joseph Moran (* 21. Januar 1975 in Houston, Texas) ist ein US-amerikanischer Jazz-Pianist.

## Leben und Wirken
Moran begann im Alter von sechs Jahren klassisches Klavier nach der Suzuki-Methode zu lernen, wurde aber auch durch die Plattensammlung seines Vaters beeinflusst. Als Jugendlicher bevorzugte er zunächst Hip-Hop, bevor er Monks ’Round Midnight kennenlernte. 1993 absolvierte er sein Musikstudium an der High School for the Performing and Visual Arts in Houston (Texas), um dann an der Manhattan School of Music bei Jaki Byard zu studieren, wo er 1997 seinen Bachelor-Abschluss machte. Weitere Vorbilder Morans neben Monk sind Andrew Hill und Don Pullen.
Bereits während des Studiums spielte Moran längere Zeit in der Band von Greg Osby Klavier. 1999 legte er sein Debütalbum Soundtrack to Human Motian vor, das für seine Kompositionen und sein Klavierspiel positive Kritiken erhielt. Seit dem Folgealbum Facing Left (2000) hat er mit Taurus Mateen (Bass) und Nasheet Waits (Schlagzeug), mit denen er auch auf dem kurz zuvor erschienenen Blue Note Allstar-Projekt New Directions gespielt hatte, eine Stammbegleitformation mit dem Namen The Bandwagon (Marvin Sewell (Gitarre), zuvor sechs Jahre bei Cassandra Wilson und zuletzt ihr musikalischer Direktor, komplettiert die Band seit dem Album Same Mother). Moran erhielt zudem den Auftrag, die Multimedia-Performance In My Mind: Monk at Town Hall 1959 zu schaffen, die aus gefundenem Audio- und Wochenschau-Archivmaterial besteht, eigenen Aufnahmen und einem neu erstellten Video von David Dempewolf und Fotografien von W. Eugene Smith.
Ab 2006 gehörte Moran zudem für ein Jahrzehnt zum Quartett von Charles Lloyd, mit dem er auch das Duoalbum Hagar’s Song (2012) vorlegte und The Sky Will Still Be There Tomorrow (2023) einspielte. Von 2009 an tourte er drei Jahre mit dem Quartett von Dave Holland. Zu hören ist er u. a. auch auf Stephanie Richards’ Album Supersense (2020). Im Duo mit Archie Shepp entstand das Livealbum Let My People Go (2021).
Morans klassische Ausbildung und der daraus entstandene Zugang zum Klavier spielt für seine musikalische Praxis eine erhebliche Rolle. Sein Stil gilt als sehr konzentriert und offen für viele musikalische Einflüsse und Sichtweisen.
Moran lebt und arbeitet in New York. Er ist mit der Mezzosopranistin Alicia Hall Moran verheiratet. Seit 2010 lehrt er in Boston am New England Conservatory. 
Ab 2011 war Moran bis zu seinem politisch motivierten Rücktritt 2025 künstlerischer Leiter für Jazz am John F. Kennedy Center for the Performing Arts, wo er erfolgreich Programme entwickelte und eines der größten Jazzprogramme der Vereinigten Staaten kuratierte. 2018 wurde er in die Academy of Motion Picture Arts and Sciences berufen, die jährlich die Oscars vergibt. 2022 wurde Moran in die American Academy of Arts and Sciences gewählt.

## Preise und Auszeichnungen
In den Jahren 2003 und 2004 erhielt Moran in der Kritikerumfrage des amerikanischen Jazzmagazins Down Beat die Auszeichnung „Bester Nachwuchskünstler“ in gleich drei Kategorien. 2010 wurde er MacArthur Fellow, 2011 erhielt er den ECHO Jazz (Instrumentalist/in des Jahres international – Piano/Keyboards). Sein Album All Rise: A Joyful Elegy for Fats Waller wurde für einen Grammy nominiert.

## Diskografie (Auswahl)
| Titel                                            | Jahr | Label       | Anmerkungen |
| ------------------------------------------------ | ---- | ----------- | --- |
| Soundtrack to Human Motian                       | 1999 | Blue Note   | |
| New Directions                                   | 2000 | Blue Note   | mit Stefon Harris, Greg Osby, Mark Shim |
| Facing Left                                      | 2000 | Blue Note   | |
| Black Stars                                      | 2001 | Blue Note   | |
| Modernistic                                      | 2002 | Blue Note   | |
| The Bandwagon                                    | 2003 | Blue Note   | Live |
| Same Mother                                      | 2005 | Blue Note   | |
| Artist in Residence                              | 2006 | Blue Note   | |
| Ten                                              | 2010 | Blue Note   | |
| All Rise: A Joyful Elegy for Fats Waller         | 2014 | Blue Note   | |
| The Armory Concert                               | 2016 | Yes Records | Eröffnungskonzert der Artists Studio Series, produziert von Park Avenue Armory im neu restaurierten Veterans Room                                                        |
| Bangs                                            | 2017 | Yes         | |
| Thanksgiving at The Vanguard                     | 2017 | Yes         | |
| Walking Distance featuring Jason Moran: Freebird | 2018 |             | |
| The Sound Will Tell You                          | 2021 | [ 4 ]       | solo |
| Live at Big Ears                                 | 2021 | Yes         | Milford Graves & Jason Moran mit zwei Konzertmitschnitten vom Big Ears Festival in Knoxville, Tennessee (2018) und dem Philadelphia Institute of Contemporary Art (2020) |